# Антонио Альварес де Толедо и Перес де Гусман
Антонио Альварес де Толедо Осорио-и-Перес де Гусман эль-Буэно (исп. Antonio Álvarez de Toledo y Pérez de Guzmán el Bueno; 24 сентября 1716, Мадрид — 4 декабря 1773, Мадрид) — испанский аристократ и придворный, 10-й маркиз де Вильяфранка-дель-Бьерсо (1753—1773), 10-й маркиз де Лос-Велес, гранд Испании, 5-й маркиз де Вильянуэва-де-Вальдуэса, 7-й герцог Фернандина, 7-й принц Монтальбан, 9-й маркиз де Молина, 8-й граф Пенья-Рамиро и кавалер ордена Золотого руна.

## Биография
Антонио Альварес де Толедо Осорио родился в Мадриде 24 сентября 1716 года. Он был сыном Фадрике Висенте Альварес де Толедо Осорио, 9-го маркиза Вильяфранка-дель-Бьерсо (1686—1753), и Хуаны Перес де Гусман (1693—1736), дочери Мануэля Алонсо Переса де Гусмана-и-Пиментеля, 12-го герцога Медина-Сидония. С самого рождения он был герцогом Фернандина, принцем Монтальбана и маркизом Молина.
Как и его отец, он жил и всю свою деятельность осуществлял при дворе Мадрида. Он начал как дворянин камеры короля Фернандо VI (1737) и майордомом королевы-консорта Барбары де Браганса.
Он добился благосклонности Карлоса VII в один из своих визитов в его неаполитанские владения и, когда он взошел на трон как король Испании Карлос III, сделал его дворянином палаты, советником правительственной хунты (1760) и президентом Государственная канцелярия (1761).
В 1763 году он был назван кавалером ордена Золотого руна и кавалером Большого креста ордена Карлоса III в качестве награды за свою карьеру. Он умер в своем дворце в Мадриде 4 декабря 1773 года.

## Семья

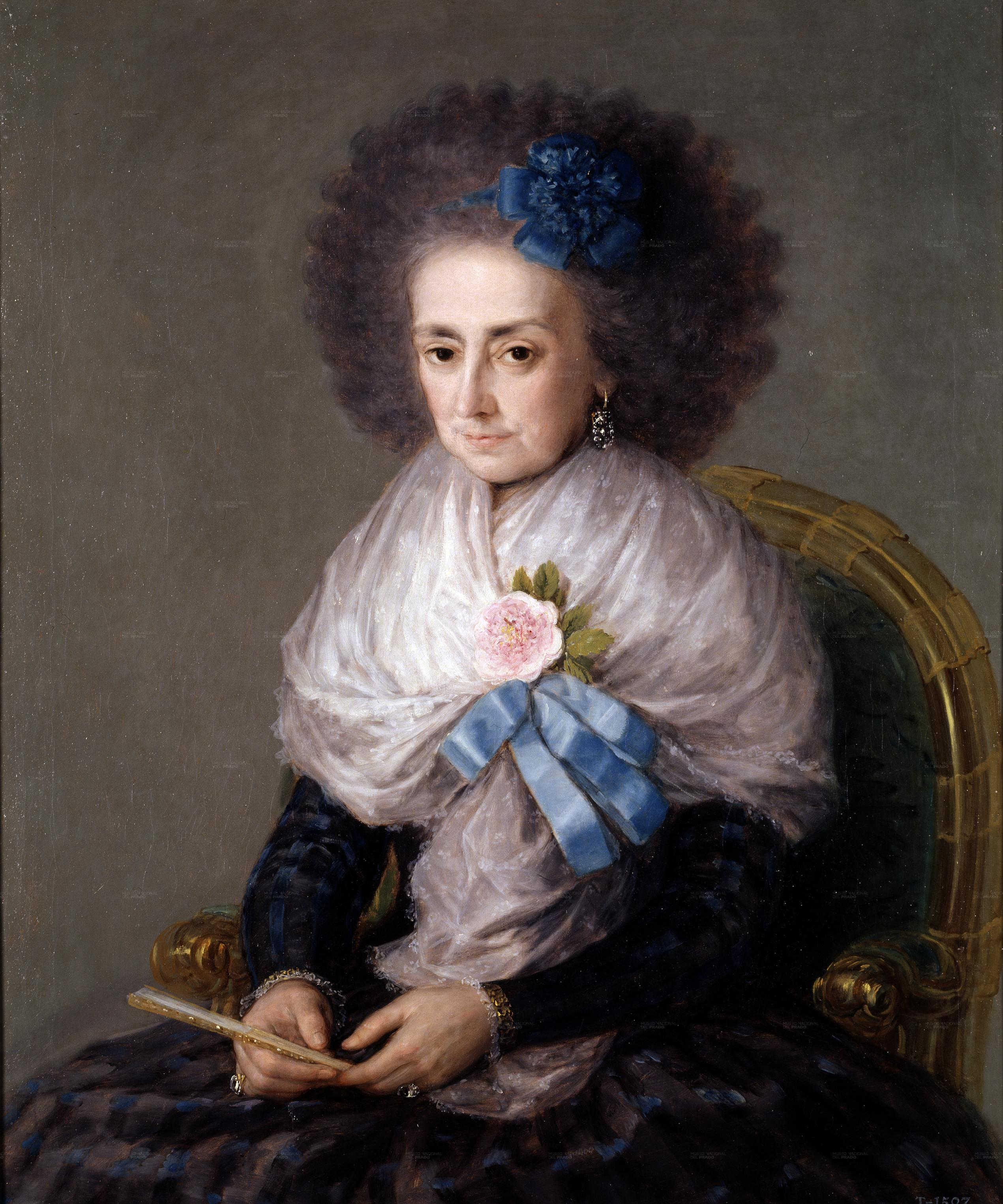
Мария Антония Гонзага и Караччоло (1735—1801), вторая супруга Антонио Альвареса де Толедо и Переса де Гусмана

Антонио Альварес де Толедо Осорио впервые женился в Мадриде 5 сентября 1735 года на Терезе Фернандес де Кордова и Спинола (25 мая 1713—1757), дочери Николаса Фернандеса де Кордова-и-де-ла-Серда (1682—1739), 10-го герцога Мединасели, и Херонимы Марии Спинола и де ла Серды. У супругов родилась одна дочь:
- Мария де ла Консепсьон де Толедо и Кордова, жена Николаса де Мендосы, 12-го маркиза Мондехар (1705—1767).

Маркиз повторно женился в 1754 году на Марии Антонии Гонзага (8 февраля 1735 — 27 февраля 1801), дочери Франческо Гонзага, 1-го герцога Сольферино, и Гилии Караччоло, от брака с которой у него было пятеро детей:
- Мария де ла Энкарнасьон Альварес де Толедо-и-Гонзага (26 июня 1755—1821), жена Хуана де ла Крус Бельвиса де Монкада-и-Писарро, 16-го маркиза Мондехара (1756—1835).
- Хосе Альварес де Толедо Осорио (16 июля 1756 — 9 июня 1796), 10-й маркиз де Вильяфранка-дель-Бьерсо и 15-й герцог Медина-Сидония, гранд Испании.
- Мария Игнасия Альварес де Толедо-и-Гонзага (31 июля 1757 — 8 сентября 1795), жена Висенте Хоакина Осорио де Москосо-и-Гусмана, 13-го герцога Сесса
- Франсиско де Борха Альварес де Толедо-и-Гонзага (9 июня 1763 — 12 февраля 1821), 11-й маркиз Вильяфранка-дель-Бьерсо и 16-й герцог Медина-Сидония, гранд Испании.
- Педро де Алькантара Альварес де Толедо-и-Гонзага (20 октября 1765 — 8 июля 1824), женат на Марии дель Кармен Хосефа де Суньига-и-Фернандес де Веласко, 13-й герцогине де Пеньяранда-де-Дуэро.